# Chrom(II)-bromid
Chrom(II)-bromid ist eine anorganische chemische Verbindung des Chroms aus der Gruppe der Bromide.

## Gewinnung und Darstellung
Chrom(II)-bromid kann durch Reduktion von Chrom(III)-bromid mit Wasserstoff gewonnen werden.
{\displaystyle \mathrm {2\ CrBr_{3}+H_{2}\longrightarrow 2\ CrBr_{2}+2\ HBr} }
Ebenfalls möglich ist die Darstellung durch Reaktion von Chrom(II)-acetat mit Bromwasserstoff.
{\displaystyle \mathrm {Cr_{2}(CH_{3}CO_{2})_{4}+4\ HBr\longrightarrow 2\ CrBr_{2}+4\ CH_{3}CO_{2}H} }

## Eigenschaften
Chrom(II)-bromid ist ein weißer Feststoff, der in luftfreiem Wasser mit blauer Farbe löslich ist. An Luft oxidiert es rasch. Die Schmelze nimmt eine gelbe Farbe an. Die Verbindung hat eine monokline Kristallstruktur mit der Raumgruppe C2/m (Raumgruppen-Nr. 12) vom verzerrten Cadmium(II)-iodid-Typ.